# Cepești (okręg Vaslui)
Cepești – wieś w Rumunii, w okręgu Vaslui, w gminie Bogdănița. W 2011 roku liczyła 447 mieszkańców.